# A-10 Cuba!
A-10 Cuba! là trò chơi máy tính thuộc thể loại mô phỏng máy bay do hãng Parsoft Interactive phát triển và Activision phát hành vào ngày 30 tháng 11 năm 1996 dành cho Windows và Mac. Game là phần tiếp theo của A-10 Attack! dành riêng cho Mac. Một trò chơi thứ ba trong sê-ri, có tên A-10 Gulf!, dự kiến phát hành vào năm 1997 nhưng về sau đã bị hủy bỏ.

## Lối chơi
Vai trò của người chơi trong game chủ yếu là việc điều khiển máy bay chiến đấu A-10 Thunderbolt II thông qua một loạt nhiệm vụ với mục tiêu đánh bại lực lượng du kích tại Vịnh Guantánamo thuộc Cuba. Nhiệm vụ của game rất đa dạng từ việc phòng thủ một căn cứ không quân, phá hủy tàu thuyền, xe tăng, cầu đường, công trình cho tới việc hộ tống những máy bay khác.
A-10 Cuba! Vốn chỉ là phần tiếp theo của phiên bản game mô phỏng máy bay đầu tiên là A-10 Attack! Có cùng mô hình máy bay đầy ấn tượng như người tiền nhiệm, ngoại trừ mảng đồ họa có phần cải thiện và chi tiết hơn đồng thời cũng yêu cầu cấu hình của máy tính mạnh hơn. Đồ họa và các yếu tố cải tiến khác bao gồm việc bổ sung thêm phần hạ cánh hoặc bánh trượt, đèn chiếu sáng đường băng, tất cả máy bay của không quân Mỹ đều mang phù hiệu lệnh chiến đấu trên không cộng với việc gia tăng số lượng các đa giác (khiến các đối tượng trông có vẻ tròn trịa nhiều hơn từ khi chúng xuất hiện trong A-10 Attack!) và mức sát thương của vũ khí cũng được nâng cấp đáng kể (nhằm gia tăng tính thực tế) cùng với việc cải thiện hiệu ứng vật lý của các loại phương tiện, xe cộ trông có vẻ thực hơn. Tuy nhiên, phiên bản dành cho Windows lại thiếu toàn bộ công cụ tạo màn và chế độ xem bản đồ chỉ có trong phiên bản của Macintosh và A-10 Attack!.
A-10 Cuba! Có tất cả bốn màn luyện tập sẽ hướng dẫn cho người chơi những thao tác cần thiết trước khi chính thức bước vào các nhiệm vụ chính bao gồm việc tập luyện cất cánh, hạ cánh, bay lượn từ trên không xuống mặt đất và cuối cùng là bay theo một lộ trình trên không. Mỗi màn huấn luyện đều diễn ra ở khu vực sa mạc của game.

## Danh sách khí tài
Dưới đây là các loại khí tài xuất hiện trong suốt quá trình điều khiển A-10 làm nhiệm vụ.

### Quân Mỹ
- Thunderbolt A-10 II – máy bay của người chơi, đóng vai trò chính trong game.
- F-15 Eagle
- F-16 Fighting
- C-5 Galaxy
- B-52 Stratofortress
- Boeing 727 – xuất hiện trong vai trò là máy bay cứu thương của Hội Chữ Thập Đỏ
- Mi-24 Hind
- M1A1 Abrams
- M60 Patton
- MIM-72 Chaparral

### Quân Cuba
- MiG-29 Fulcrum
- Su-25 Frogfoot
- An-124 Condor
- Mi-24 Hind
- T-62
- ZSU-23-4 Circa
- SA-6 Gainful
- Rapier
- Pháo nòng 37mm M-1939
- Tuần dương hạm lớp Sina
- 025/026 Tàu phóng ngư lôi kiểu Fuchuan

## Nhận định
A-10 Cuba! đã nhận được nhiều đánh giá trái chiều khi phát hành. Đồ họa đơn giản nhưng hiệu suất cao của game được khen ngợi trong khi tài liệu và tính năng của nó bị thiếu. Michael Gowan của Macworld đã viết rằng trò chơi có "mô hình chuyến bay tốt nhất của bất kỳ dòng game mô phỏng máy bay trên Mac nào". Dù nhận thấy trò chơi có phần thua kém game F/A-18 Korea, nhưng anh đã tổng kết rằng A-10 Cuba! "cung cấp chơi lối chơi tuyệt vời, các nhiệm vụ đa dạng và phần chơi mạng khó khăn và lộn xộn."